# Vladimir Pohl
Pour les articles homonymes, voir Pohl.
Vladimir Ivanovitch Pohl (russe : Владимир Иванович Поль ; né le 1er janvier 1875 et décédé le 21 juin 1962 dans le 16e arrondissement de Paris) est un compositeur, pianiste et professeur russe.
Il a étudié à l'Université de Kiev et à l'Académie de musique, puis la composition avec Sergueï Taneïev au Conservatoire Tchaïkovski de Moscou.
Il arrive en France dans les années 1920. Il fut professeur au Conservatoire russe de Paris.